# お化け屋敷 (1929年の映画)
『お化け屋敷』（おばけやしき、原題：The Haunted House）は、ウォルト・ディズニー・プロダクション（現：ウォルト・ディズニー・カンパニー）が制作したアニメーション短編映画作品。公開は1929年12月2日。ミッキーマウスの短編映画シリーズとしては通算第14作目である。
シリー・シンフォニーシリーズの骸骨の踊りからアニメーションが一部流用されている。

## あらすじ
ある嵐の吹き荒れる夜、ミッキーは雨宿りをしようと古い屋敷に入る。しかし屋敷は骸骨の巣くうお化け屋敷だった。骸骨はミッキーにオルガンを弾けと命じ、ミッキーが弾くと骸骨たちが踊り出す。

## スタッフ
制作・監督ウォルト・ディズニー
音楽カール・スターリング

## 登場キャラクター
- ミッキーマウス（声・ウォルト・ディズニー）
- 骸骨（声・不明）